# John Welchli
John Russell Welchli (født 6. marts 1929, død 23. marts 2018) var en amerikansk roer fra Detroit.

## Idrætskarriere
Welchli var god i flere sportsgrene i sin skoletid og repræsenterede sin skole i både svømning, atletik og roning. Han var relativt lille som roer med sine 73 kg og vandt flere nationale mesterskaber i letvægtsroning. Efter at have aftjent sin værnepligt kom han til at ro for den lokale klub i Detroit og blev en del af denne klubs firer uden styrmand sammen med Jim McIntosh og brødrene John og Art McKinlay.
Denne besætning ble udtaget til OL 1956 i Melbourne, og amerikanerne vandt deres indledende heat og deres semifinale. I finalen var den canadiske båd hurtigst og vandt med næsten ti sekunders forspring for amerikanerne, mens den franske båd blev nummer tre.
Welchli fortsatte med at ro i veteranklasserne helt frem til 2010.

## Erhvervskarriere
Welchli var arbejdede for firmaet Securities Counsel i Jackson, Michigan som regnskabsmedarbejder og endte som vicepræsident for firmaet.

## OL-medaljer
- 1956:  Sølv i firer uden styrmand